# Rue de Harlay
Rue de Harlay är en gata på Île de la Cité i Quartier Saint-Germain-l'Auxerrois i Paris 1:a arrondissement. Gatan är uppkallad efter den franske domaren Achille de Harlay (1536–1616), som var ordförande för Parisparlamentet. Rue de Harlay börjar vid Quai de l'Horloge 7–19 och slutar vid Quai des Orfèvres 42. 

## Bilder
| - Gatuskylt. - Palais de Justice. - Place Dauphine. |

## Omgivningar
- Sainte-Chapelle
- Place Dauphine
- Pont-Neuf
- Quai de l'Horloge

## Kommunikationer
- Tunnelbana – linje  – Cité
- Busshållplats Cité – Palais de Justice – Paris bussnät, linjerna 38 47 96

### Webbkällor
- ”Rue de Harlay”. Mairie de Paris. https://web.archive.org/web/20190905052020/http://www.v2asp.paris.fr/commun/v2asp/v2/nomenclature_voies/Voieactu/4423.nom.htm. Läst 31 mars 2022.
- ”La Rue de Harlay”. Les rues de Paris. https://web.archive.org/web/20171024212505/http://www.parisrues.com/rues01/paris-01-rue-de-harlay.html. Läst 31 mars 2022.